# Mermessus inornatus
Mermessus inornatus är en spindelart som först beskrevs av Ivie och Barrows 1935.  Mermessus inornatus ingår i släktet Mermessus och familjen täckvävarspindlar. Inga underarter finns listade i Catalogue of Life.